# Bireuen
Bireuen (Indonesisch: Bireuen) is een regentschap in de provincie Atjeh op Sumatra, Indonesië. Het regentschap heeft 432.870 inwoners (2017) en heeft een oppervlakte van 1.901 km². De hoofdstad van Bireuen is Bireuen. In het noorden grenst het regenstschap aan de Straat Malakka, en de regio werd op 26 december 2004 zwaar getroffen door de zeebeving in de Indische Oceaan.
Het regentschap is onderverdeeld in 17 onderdistricten (kecamatan):
1. Samalanga
2. Simpang Mamplam
3. Pandrah
4. Jeunieb
5. Peulimbang
6. Peudada
7. Juli
8. Jeumpa
9. Kota Juang (met Bireuen hoofdplaats)
10. Kuala
11. Jangka
12. Peusangan
13. Peusangan Selatan
14. Peusangan Siblah Krueng
15. Makmur
16. Ganda Pura
17. Kuta Blang

Stadsgemeenten: Banda Atjeh · Langsa · Lhokseumawe · Sabang · Subulussalam

Regentschappen: West-Atjeh · Zuidwest-Atjeh · Aceh Besar · Aceh Jaya · Zuid-Atjeh · Aceh Singkil · Aceh Tamiang · Aceh Tengah · Aceh Tenggara · Aceh Timur · Noord-Atjeh · Bener Meriah · Bireuen · Gayo Lues · Nayan Raya · Pidie · Pidie Jaya · Simeulue